# شلطيش (جزيرة)

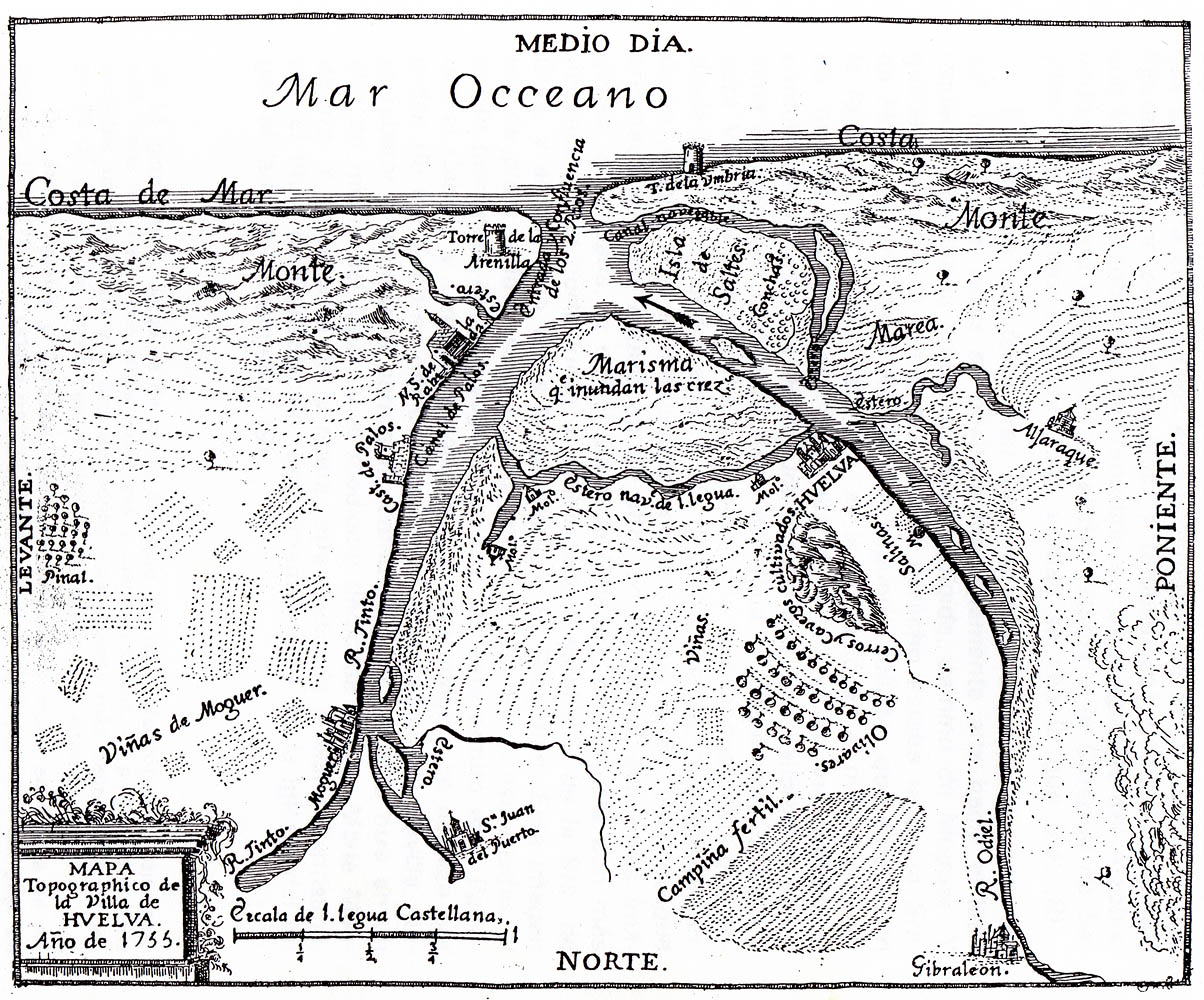
خريطة مدينة ولبة والمناطق المجاورة لها في ، حيث تظهر جزيرة شلطيش

جزيرة شَلْطِيش (بالإسبانية: Isla Saltés)‏ جزيرة صغيرة تقع في وادي ولبة، قرب مدينة ولبة، جنوب غربي إسبانيا، وهو اليوم جزء من محمية طبيعية. كانت تقع بها مدينة شَلْطيش التي كانت تحميها قلعة تبلغ أبعادها 70x40 م.